# Đinh Huy Đạo
(Nội dung bài do TS Đinh Văn Viễn viết)
Đinh Huy Đạo (1738 – 1799) là một nho sĩ yêu nước thời Tây Sơn. Công lao của ông đối với cuộc chiến chống quân Thanh là rất lớn và được chính Quang Trung, Cảnh Thịnh ...ghi nhận. Ông còn để lại cho đời nhiều bài văn, tác phẩm văn học có giá trị.

## Tiểu sử
Ông tên là Đinh Huy Hoản sinh ngày 23 tháng 12 năm Đinh Tỵ (1738) trong gia đình nhà nho nghèo tại làng Ngọc Động, tổng Lê Xá nay là làng Ngọc Động, xã Gia Phong, huyện Gia Viễn, tỉnh Ninh Bình.

## Sự nghiệp
Đinh Huy Đạo con trai thứ ba trong gia đình nhà Nho. Từ nhỏ, Huy Đạo đã được mọi người yêu mến vì thông minh, thật thà, lễ độ.
Lên 16 tuổi (Quý Dậu – 1753) ông thi đỗ sinh đồ. Ba năm sau, (Bính Tý – 1756) ông thi Hương và đỗ Hương Cống. Đến năm 30 tuổi (Cảnh Hưng thứ 28 – 1767) dự thi Hội, ông đỗ Tam Trường và được triều Lê bổ làm Huấn đạo phủ Hà Trung – Thanh Hóa. Sáu năm làm quan ở đây, ông được nhân dân rất kính trọng bởi tính ngay thẳng, thanh liêm và thương yêu dân.
Năm 1771, ông được triều Lê bổ làm tri huyện Thuận Khê (nay thuộc Thái Bình). Về Thuận Khê ông nghiêm khắc trừng trị bọn quan lại hà hiếp dân  vì vậy mà tiếng tăm của ông ngày càng vang xa hơn. Nhiều nhà khoa bảng bấy giờ như Bảng nhãn Hà Tôn Huân, Nguyễn Công Trấn, Lê Quý Đôn ... thường đến cùng bàn việc nước, ngâm thơ phú cùng ông.
Thấy ông là viên quan có tài lại thanh liêm chính trực, vua Lê Hiển Tông mời ông về triều phong làm "Hữu công bộ thị lang" dạy dỗ các tiểu thư, công chúa của hoàng tộc. Tại đây, ông kết duyên cùng người con gái hoàng tộc, bà Lê Thị Diễm Thục. Đứng trước cảnh suy đồi của giai cấp thống trị Lê – Trịnh, ông đã không chịu nổi, bèn treo ấn từ quan về quê mở trường dạy học.
Năm 1786, Nguyễn Huệ ra Bắc diệt họ Trịnh lộng quyền, đưa những người trung nghĩa lên làm quan, củng cố lại nhà Lê. Đinh Huy Đạo lại được mời về kinh, được vua phong "trung tín bá tước" và giữ lại làm quan trong triều, nhưng ông nhất mực xin về Hà Trung và ông trở lại giữ chức Huấn đạo ở Hà Trung.
Năm 1788, nhà Thanh đưa quân ào ạt tiến sang Việt Nam, nhà Lê đầu hàng. Ngô Thời Nhậm, Ngô Văn Sở ... đã rút quân về phòng tuyến Tam Điệp nơi giáp ranh với phủ Hà Trung. Vốn là bạn thân trước kia, Ngô Thời Nhậm đến tận nhà Đinh Huy Đạo bàn kế chống giặc và mời ông ra giúp Nguyễn Huệ trừ giặc Thanh. Đinh Huy Đạo đưa cả hai cháu ruột (Đinh Lê, Đinh Toại) ra cùng Ngô Thời Nhậm lo việc xây phòng tuyến Tam Điệp, tuyển binh chống quân Thanh.
Cuối năm 1788, Quang Trung ra Tam Điệp ban thưởng cho các tướng sĩ có công xây dựng phòng tuyến. Đinh Huy Đạo được Quang Trung hết lời khen ngợi và thăng chức tri phủ Hà Trung và bổ sung vào trung quân tham mưu cùng bàn kế hoạch thần tốc tiến đánh Thăng Long.
Tôn Sĩ Nghị, Lê Chiêu Thống thấy Quang Trung đóng ở Tam Điệp thì sai Lê Duy Vĩ đem quân ra đóng chặn ở Bái Ấp (nay là xã Sơn Thành, huyện Nho Quan, Ninh Bình) hoạt động mạnh ở Ninh Bình, Hòa Bình. Nhận thấy sự nguy hiểm của cánh quân Lê Duy Vĩ, Đinh Huy Đạo đã sang bàn bạc với Ngô Thời Nhậm và hai người cùng vào tâu với Quang Trung.
Quang Trung được tin này rất lo lắng nói rằng: "Ta muốn thần tốc bí mật xuất quân mới có thể thắng, nếu cơ mưu này bị tiết lộ việc lớn tất không thành. Các ông có phương thuốc nào trói chân giặc lại, giữ kín được mưu mới khá thắng được".
Nhận trọng trách, Đinh Huy Đạo cầm quân từ bắc huyện Thạch Thành đi theo đường hẻm Cúc Phương ra chặn đường về Thăng Long. Đinh Huy Đạo viết thư cho Lê Duy Vĩ rồi sai hai cháu cầm thư đi. Đinh Lê, Đinh Toại cầm thư đến Sầy (thôn miền núi thuộc huyện Gia Viễn – Ninh Bình) thì bị quân của Lê Duy Vĩ giết chết. Nhưng khi quân của Lê Duy Vĩ khám người thấy thư, nên cầm về cho Duy Vĩ. Đọc thư Duy Vĩ như tỉnh ngộ ra liền đem quân đến hàng (ngày 30 tháng 12 – Mậu Thân). Huy Đạo đem toàn bộ số quân ấy đến báo với Quang Trung. Quang Trung rất vui mừng cho gọi Huy Đạo vào dinh thưởng rất hậu và cho cùng tham dự bàn bạc phương sách tiến quân.
Trong suốt quá trình tiến đánh quân Thanh, Huy Đạo đã có nhiều đóng góp lớn, đặc biệt ông được Quang Trung giao nhiệm vụ dẫn đường tiến đánh Ngọc Hồi và ông đã hoàn thành xuất sắc nhiệm vụ.
Sau chiến thắng quân Thanh, Đinh Huy Đạo được phong "Bí thư thự điển trực học sĩ viễn mưu hầu" và "Quốc tử trợ giáo" chuyên dạy bảo các hoàng tử Quang Toản, Quang Thùy ... song đó chỉ là những công việc thường nhật, còn chủ yếu là Quang Trung đưa Huy Đạo về gần mình để hỏi ý kiến, soạn thảo các chỉ dụ ... của triều đình. Ông được giao cho soạn ra tập sách về các chuẩn mực đạo đức, phong hóa, tiết lễ ... Đọc sách này, các sĩ phu Bắc Hà càng theo về giúp Quang Trung nhiều hơn. Khi nhà Tây Sơn đổ, Gia Long lên ngôi tận diệt triều Tây Sơn nhưng vẫn giữ lại tập sách này để thu phục lòng người. Đinh Huy Đạo và dòng họ Đinh Huy không bị truy giết cũng vì thế.
Được Quang Trung trọng dụng, phấn khởi trước vị minh quân, Huy Đạo đã dốc hết tâm trí vào phò vua giúp nước. Đến khi già ốm trở về gia đình dưỡng bệnh, ông được vua cử cả danh y giỏi về chăm sóc và tặng viên ngọc quý (nay lưu tại bảo tàng Ninh Bình).
Năm 1792, Quang Trung mất, Đinh Huy Đạo vội vào kinh chịu tang và được triều đình giao cho viết văn tế vua .

## Tôn vinh
Tháng 4 năm Kỷ Mùi (1799), Đinh Huy Đạo qua đời, thái tử Quang Toản nay là vua Cảnh Thịnh cùng em là Quang Thùy và nhiều quan lại khác đã về tận nhà tế lễ .
Đinh Huy Đạo, một nho sĩ yêu nước thức thời. Công lao to lớn của ông đối với triều đại Tây Sơn ngay từ lần đại phá quân Thanh là rất lớn và được chính Quang Trung, Cảnh Thịnh ... ghi nhận. Công lao của ông đối với dân tộc. Bộ Văn hóa Thông tin trong quyết định ngày 2 – 8 – 1999 đã công nhận nhà thờ Đinh Huy Đạo ở xã Gia Phong – Gia Viễn – Ninh Bình là di tích lịch sử, chính là sự ghi nhận tài đức, công lao to lớn đó của Đinh Huy Đạo.